# جيمس ليندسي ألموند
جيمس ليندسي اللوز، الابن (بالإنجليزية: James Lindsay Almond Jr.) (و. 1898 – 1986 م) هو سياسي، ومحام، وقاض من الولايات المتحدة الأمريكية ولد في شارلوتسفيل، فيرجينيا.
وهو عضو في الحزب الديمقراطي الأمريكي .

## التعليم
تعلم في جامعة فرجينيا للتقنية.